# Reussirella owenii
Reussirella owenii är en mossdjursart som först beskrevs av Gray 1828.  Reussirella owenii ingår i släktet Reussirella och familjen Cupuladriidae. Utöver nominatformen finns också underarten R. o. disciformis.